# Овог Божића
Овог Божића (енгл. This Christmas) америчка је божићна филмска комедија из 2007. године у режији и по сценарију Престона А. Витмора II. Главне улоге тумаче Делрој Линдо, Идрис Елба, Лорета Девајн, Крис Браун, Коламбус Шорт и Реџина Кинг. Божићна је прича која се усредсређује на породицу Витфилд, чији је најстарији син вратио кући после четири године. Међутим, породица савладава многа искушења и препреке током Адвента.

## Радња
Ширли Ен је матријарх велике породице Витфилд пуне љубави, коју чине три ћерке — Кели, Лиса и Мелани и синови Мајкл, Клод и Квентин. Они су веома привлачна и успешна дружина, али тек што су завршили свој први заједнички оброк, скривене напетости почињу да испливавајуи на површину. Откривају се дуго чуване тајне и Вирфилди ускоро стварају довољно драме за неколико сапуница.

## Улоге
| Глумац         | Улога            |
| -------------- | ---------------- |
| Лорета Девајн  | Ширли Ен Витфилд |
| Делрој Линдо   | Џо Блек          |
| Идрис Елба     | Квентин Витфилд  |
| Реџина Кинг    | Лиса Витфилд Мур |
| Шерон Лил      | Кели Витфилд     |
| Коламбус Шорт  | Клод Витфилд     |
| Лорен Лондон   | Мелани Витфилд   |
| Крис Браун     | Мајкл Витфилд    |
| Лаз Алонсо     | Малколм Мур      |
| Рики Харис     | Фред Витфилд     |
| Кит Робинсон   | Деван Брукс      |
| Џесика Страуп  | Сенди Витфилд    |
| Лупе Онтиверос | Роузи            |
| Дејвид Банер   | Бо               |
| Рони Ворнер    | Дјуд             |
| Мекај Фајфер   | Џералд           |
| Ејми Хантер    | Карен            |